# 李健聪
李健聪（Lee Chean Chung，1981年4月11日—），马来西亚政治人物，人民公正党全国通讯主任，现任雪蘭莪州八打靈再也国会议员。2013年至2022年担任彭亨州士滿慕州議員。曾经担任人民公正党全国总财政、彭亨州联委会副主席、英迪拉马哥打区部主席、全国青年团宣传主任（2014-2018）。

## 个人背景
李健聪以电子工程荣誉学士学位和科学工艺大学交通与物流硕士学位在多媒体大学毕业。
在这之后，他曾经担任科学工艺大学研究助理（2004-2005）、美资企业IDC研究助理（2006-2007）、港资企业利丰物流见习经理（2007-2008），后来在2008年获聘成为国会反对党领袖办公室研究员（2008-2011）。参与政治工作期间，他也在2010年获得澳洲悉尼大学政治顾问短期课程证书、以及在2013年获选德国KAS基金会青年政治工作者培训计划并顺利结业。
在推动环境运动方面，李健聪是反对莱纳斯稀土厂的领袖，曾经担任反莱纳斯联盟的媒体主任以及绿色盛会宣传主任。他也于2013年8月3日推动公正党成立环境局。李健聪致力倡议永续发展与环保议题，长期关注并参与劳勿武吉公满反山埃采金、边佳兰反对石化工业、以及砂拉越反对峇南水坝等反公害运动。除了出版《绿色政改》一书，李健聪的文章也收录于台湾《文化研究》第十四期（2012年春季）期刊、《发展的怪兽》、《当代评论——社区运动：我的社区我做主》、《Jiwa Merdeka》（马来文与英文）、致力推动永续发展与绿色议题。
李健聪曾经是《独立新闻在线》、《JMen》、《联合日报》专栏作者，目前是《当今大马》、《燧火评论》与《公正报》专栏作者。他也常受邀谈论及分析时事、环保与政治经济课题。
他曾为党主席安华·依布拉欣辩护，称前首相马哈迪·莫哈末发表有关安华没有申报个人财产是不正确的说法，并指安华在第15届全国大选前已申报个人财产。

## 八打灵再也国会议员 2022-现在

###### Pj UP课程升级，为25青年提供LED安装课程
2023年12月，八打灵再也国会议员李健聪宣布，其国会议员服务中心与Novastar及Helios Media 合作，升级PJ UP计划，为25名青年提供LED安装培训课程 （页面存档备份，存于），让更多年轻人受惠。李健聪表示，通过这项合作，目的是要掌握更优势更优秀的技能，让青年在新兴领域分一杯羹 （页面存档备份，存于）。2024年3月23日，首31名学员成功通过考试。

###### 推广灵市旧区文化与美食
2024年2月，PJ区国会议员李健聪指出，他将推出灵市旧区（PJ Old Town）文化美食地图 （页面存档备份，存于），以吸引游客及外地人到来品尝美食，休闲和了解当地文化历史。并与同年9月联合志工们，自制及列印约2万份文化及美食导览地图 （页面存档备份，存于），供民众一同探索灵市独特的魅力。该地图有3种语言版本，其中包含18个景点、13间老店及18种美食。

###### 设施完善供社区休闲
2024年，PJ区国会议员李健聪通过人民亲善计划（PMR）申请拨款，以提升灵市帝沙丽雅组屋C座足球场 （页面存档备份，存于），工程已完工并为当地社区提供设施完善的休闲场所。2025年1月，八打灵再也区国会议员李健聪建议政府，扩大电召客货车网络、落实摩哆电召服务及建设人行道、脚车道与电动滑板车，提升公交衔接性，以让更多国人使用公共交通出行。
2025年5月，在PJ区国会议员李健聪的协助下通往菲利欧白沙罗捷运站 （页面存档备份，存于）（MRT Phileo Damasara）的行人道，现已正式竣工启用，预计惠及介于5000至8000名通勤者。这项工程由八打灵再也市政厅拨款20万令吉建成，成功为当地居民和公共交通使用者，提供一个更安全、更便捷通过捷运站方向的环境，借此也能鼓励更多人愿意使用公交系统。

###### 推出低收入家庭儿童免费牛奶计划
2024年12月，八打灵再也国会议员李健聪宣布PJ区国会选区正式推出“低收入家庭儿童免费牛奶计划 （页面存档备份，存于）”，旨在为相关群体的孩子提供充足的维生素D和钙，促进骨骼健康成长，同时提升免疫力，为孩子们的未来奠定更好的基础。

###### 协助民众争取获得大马卡
2023年7月 （页面存档备份，存于），PJ区国会议员李健聪及非政府组织向日葵慈善团主席谢华光及顾问黄雅丽的协助下成功帮助一位民众争取到公民权，不再沦为无国籍人士。2024年3月 （页面存档备份，存于），在八打灵再也国会议员李健聪及团队的协助下，为一名华裔青年成功获得马来西亚身份证，结束了长达10年的等待与无国籍状态。

###### 推动灵旧区巴刹复兴计划
2025年4月，PJ区国会议员李健聪决定提交3大建议给八打灵再也市政厅，包括计划于今年下半年启动一项“巴刹复兴计划 （页面存档备份，存于）”吸引更多人潮，并带动社区经济。这项计划其中一个重点是善用巴刹二楼的空间，邀请本地文创艺术家、手作爱好者、咖啡师、面包师及糕点师等具有创意与创业热忱的年轻人进驻，打造一个兼具传统与创意的新空间。“另外，也计划成立驻场管理小组或‘驻场协调人’制度，专责统筹空间管理、入驻者协调、宣传与对外合作事务，确保整个空间运作顺畅及有活力，有关小组成员也将包括小贩商代表。”
其二、小贩反映指他们每月都必须支付350令吉租金，有关租金也比其他巴刹收费还要高，导致经营成本上涨，也使不少小贩被迫退出巴刹，有者甚至减少批发更多样式的菜品等等。“为此，我会向市长了解有关情况，向对方反映小贩的诉求，包括执法小组严厉催促小贩仅逾期一周的租金以及卫生等问题。”
其三，成立工作配对小组，协助选区内失业者找到工作，也可以减少巴刹小贩人手短缺的问题。

## 政治生涯
2013年大选，代表人民公正党当选为彭亨州士滿慕州議員，以3200张多数票首次成为该区州议员。
2013年11月，李健聪在彭亨州议会中批评州政府财政预算案为“虚假盈利预算案”，引发彭亨州务大臣安南耶谷不满。由于拒绝收回相关言论，被州议会依据议会常规第36（4）与第36（6）条文动议惩处，并通过决议暂停其出席两次州议会 （页面存档备份，存于）会议。隔年2014年，由于被彭亨州议会禁足两季，在2014年无法出席该州的国庆日 （页面存档备份，存于）（独立日）庆典活动。
2017年2月 （页面存档备份，存于），李健聪以彭亨州议员身份陪同文冬加叻的原住民代表前往文冬县署，反对一项计划在原住民保留地附近展开的采矿活动 （页面存档备份，存于）。该项目引发当地居民对环境与水源污染的担忧。
2018年大选，代表人民公正党成功捍卫该选区并以5511张多数票击退其他候选人。
2019年8月，李健聪参与一场在吉隆坡举行的反对莱纳斯稀土厂的集会 （页面存档备份，存于）后，被警方传召问话。该集会呼吁政府撤销莱纳斯在马来西亚的营运执照。
2022年3月，在彭亨州议会御词辩论中，李健聪携带一盆观音竹进场，呼吁州政府关注当地森林资源的保护工作 （页面存档备份，存于）。在辩论中，他批评森林园丘计划被滥用为非法伐木的掩护，并揭露，在森林园丘计划下政府批准所批准7万3360公顷的土地中，只有5%的园丘有重新植树，造成大面积土地荒废。他也因此呼吁政府在州议会提呈白皮书调查与检讨森林园丘计划和水灾的关系，并且修法加重对于滥伐木谋取暴利的不负责任业者的刑罚。 
2022年7月，李健聪在柔佛新山参与一场反对物价上涨的和平抗议行动后，被警方传召问话。
2022年大选，代表人民公正党竞选P105八打灵再也国会选区，并以50515张多数票击退其他候选人当选该区新一届国会议员。
2025年4月14日，竞选八打灵再也区部主席一职，最终落选，由原任区部主席许来贤获胜。
2025年5月23日，竞选公正党中央理事一职，最终以4416票排在第15位成功当选新一届中央理事。

## 选举成绩
| 年份 | 选区                   | 候选人 | 候选人               | 得票数 | 得票率 | 竞选对手                 | 竞选对手           | 得票数 | 得票率 | 总票数  | 多数票 | 投票率 |
| ---- | ---------------------- | ------ | -------------------- | ------ | ------ | ------------------------ | ------------------ | ------ | ------ | ------- | ------ | ------ |
| 2022 | 雪蘭莪 P105 八打灵再也 |        | 李健聪（人民公正党） | 83,311 | 57.12% |                          | 汤木（土著团结党） | 32,736 | 22.44% | 148,021 | 50,575 | 74.74% |
| 2022 | 雪蘭莪 P105 八打灵再也 |        | 李健聪（人民公正党） | 83,311 | 57.12% | 周显达（马华公会）       | 23,253             | 15.94% |        | 148,021 | 50,575 | 74.74% |
| 2022 | 雪蘭莪 P105 八打灵再也 |        | 李健聪（人民公正党） | 83,311 | 57.12% | 马兹闻莫达（祖国斗士党） | 4,052              | 2.78%  |        | 148,021 | 50,575 | 74.74% |
| 2022 | 雪蘭莪 P105 八打灵再也 |        | 李健聪（人民公正党） | 83,311 | 57.12% | 依占诺（人民党）         | 2,049              | 1.40%  |        | 148,021 | 50,575 | 74.74% |
| 2022 | 雪蘭莪 P105 八打灵再也 |        | 李健聪（人民公正党） | 83,311 | 57.12% | KJ约翰（独立人士）       | 461                | 0.32%  |        | 148,021 | 50,575 | 74.74% |

| 年份 | 选区       | 候选人 | 候选人               | 得票数 | 得票率 | 竞选对手               | 竞选对手                   | 得票数 | 得票率 | 总票数 | 多数票 | 废票 | 投票率 |
| ---- | ---------- | ------ | -------------------- | ------ | ------ | ---------------------- | -------------------------- | ------ | ------ | ------ | ------ | ---- | ------ |
| 2013 | N13 士满慕 |        | 李健聪（人民公正党） | 14,753 | 54.26% |                        | 彭子明（马华公会）         | 11,553 | 42.49% | 27,191 | 3,200  | 327  | 84.91% |
| 2013 | N13 士满慕 |        | 李健聪（人民公正党） | 14,753 | 54.26% | 苏克里南利（独立人士） | 885                        | 3.25%  |        | 27,191 | 3,200  | 327  | 84.91% |
| 2018 | N13 士满慕 |        | 李健聪（人民公正党） | 14,991 | 47.15% |                        | 莫哈末尤索哈欣（伊斯兰党） | 9,480  | 29.82% | 31,794 | 5,511  | 307  | 83.70% |
| 2018 | N13 士满慕 |        | 李健聪（人民公正党） | 14,991 | 47.15% | 郭大雄（马华公会）     | 7,323                      | 23.03% |        | 31,794 | 5,511  | 307  | 83.70% |